# Municipio de Logan (Minnesota)
El municipio de Logan (en inglés: Logan Township) es un municipio ubicado en el condado de Grant en el estado estadounidense de Minnesota. En el año 2010 tenía una población de 93 habitantes y una densidad poblacional de 1,03 personas por km².

## Geografía
El municipio de Logan se encuentra ubicado en las coordenadas 45°47′46″N 96°12′10″O / 45.79611, -96.20278. Según la Oficina del Censo de los Estados Unidos, el municipio tiene una superficie total de 90.38 km², de la cual 90,12 km² corresponden a tierra firme y (0,29 %) 0,26 km² es agua.

## Demografía
Según el censo de 2010, había 93 personas residiendo en el municipio de Logan. La densidad de población era de 1,03 hab./km². De los 93 habitantes, el municipio de Logan estaba compuesto por el 97,85 % blancos, el 1,08 % eran afroamericanos, el 1,08 % eran asiáticos. Del total de la población el 0 % eran hispanos o latinos de cualquier raza.